# Șerban Pavlu
Șerban Pavlu (n. 29 iunie 1975, București, România) este un actor român de film, teatru, televiziune și voce. A jucat în multe filme ale Noului val românesc, precum și în emisiunea În puii mei! de pe Antena 1 și în serialul HBO Umbre.

## Biografie
În 1997 a absolvit UNATC „Ion Luca Caragiale”, la clasa lui Alexandru Repan. A apărut în rolul lui Nicu în Terminus Paradis și în cel al regizorului în Cea mai fericită fată din lume.

## Teatru

### Teatrul National Bucuresti
- Eugène Ionesco - Regele moare - regia Andrei și Andreea Grosu - 2022

### Teatrul Avangardia
- Alejandro - Seful - regia Ricard Reguant - 2019
- Rogelio Bengoa - Intriga - regia Ricard Reguant - 2018
- Alex - Demnitate - regia Ignasi Vidal - 2017

## Premii
Șerban Pavlu a primit Premiul pentru interpretare masculină la Festivalul de Film de la Sarajevo pentru rolul sau din filmul Meda sau Partea nu prea fericită a lucrurilor.

## Filmografie
- Stare de fapt (1995)
- Terminus Paradis (1998)
- Orașul în miniatură (1998)
- Față în față (1999)
- Faimosul paparazzo (1999)
- După-amiaza unui torționar (2001) - Ticuta
- Război în bucătărie (2001)
- Turnul din Pisa (2002) - Valentin
- 3 Păzește (2003) - Dănuț
- Niki Ardelean, colonel în rezervă (2003) - Eugen Tufaru
- Moartea domnului Lăzărescu (2005) - vecinul Gelu
- „15” (2005) - taximetristul
- Alexandra (2007) - tatăl
- Inimă de țigan (2007) - Adrian
- Schimb valutar (2008)
- Nunta mută (2008) - Coriolan
- Cea mai fericită fată din lume (2009) - regizorul
- O secundă de viață (2009)
- Fotografia (2010)
- Ursul - Panduru
- Toată lumea din familia noastră (2012)
- Câinele japonez (2013)
- Umbre (2014)
- Aferim! (2015)
- Două lozuri (2016) - iubitul gelos
- Queen Marie of Romania (2019) - Ernest Ballif
- Vlad (2019) - Cazimir Panduru
- Clanul (2022) - Comisarul Emil Costoiu
- Teambuilding (2022) - Oprea
- Nunți, botezuri, înmormântări (2022)
- Ruxx  (2022) - Eugen Moscu
- Kontinental ’25 (2025)

### Dublaje
- Big Time Rush - Arthur Griffin
- Kim Possible - Doctorul Drakken
- Zboară Muscă Maggie - Chauncey
- În junglă - Nigel
- Madagascar 2- Zuba
- Kung Fu Panda - Po
- Să zburăm spre Luna 3D - Butch
- Rio - Pedro
- Kung Fu Panda 2 - Po
- Mașini 2 - voci adiționale
- Winnie de pluș - Mantarcul/Backson
- Ștrumfii - Gargamel
- Păpușile Muppets - voci adiționale
- Jim Button - Ministrul Pi Pa Po
- Clopoțica și comoara pierdută - Trolul Înalt
- Jake și pirații din țara de nicăieri - Căpitanul Hook
- Violetta - Marotti
- Avatar: Legenda lui Aang - Ozai, Iroh, Zhao
- Legend lui Korra - alte voci
- iCarly - Spencer Shay
- Ben 10 (2016) - Dr. Animo
- Haideți, Tineri Titani! - Brother Blood